# Carl-Ritter-Medaille
Die Carl-Ritter-Medaille oder Karl-Ritter-Medaille ist eine 1878 gestiftete Auszeichnung der Gesellschaft für Erdkunde zu Berlin. Sie wurde bis in die 1980er Jahre „für bedeutende Leistungen auf dem Gebiet der Geographie in Fortführung der Arbeiten von Carl Ritter“ (Gold) oder „für eine erste erfolgreiche Pionierreise bzw. für eine verdienstvolle geographische Leistung“ (Silber) verliehen. Allein zwischen 1881 und 1956 wurde sie 65-mal in Silber vergeben.

## Preisträger
- 1881: Oskar Lenz (Silber)
- 1883: Hermann von Wissmann d. Ä. (Silber)
- 1885: Wilhelm Koner (Silber)[2]
- 1886: Karl von den Steinen, Otto Clauss (Silber)[3]
- 1887: Paul Reichard (Silber)[4]
- 1888: Wilhelm Junker (Silber)
- 1889: Fridtjof Nansen (Silber)[5]
- 1890: Richard Kund (Silber)
- 1891: Bruno Hassenstein (Silber)[6]
- 1892: Ludwig von Höhnel (Silber)[7]
- 1893: Oskar Baumann, Franz Stuhlmann (Silber)[8]
- 1894: Lajos Lóczy (Silber)[9]
- 1895: Gustav Adolf von Götzen (Silber)[10]
- 1896: Fritz Sarasin, Paul Sarasin (Silber)
- 1897: Sven Hedin (Silber)[11]
- 1898: Erich von Drygalski (Silber)[12]
- 1899: Alfred Philippson (Silber)[13]
- 1900: Peter Semjonow (Gold); Hans Steffen (Silber)[13]
- 1901: Karl Sapper (Silber)[14]
- 1903: Theobald Fischer, Gerhard Schott (Silber)
- 1908: Hermann Wagner (Gold); Wilhelm Filchner, Richard Kiepert, Gottfried Merzbacher, Albert Tafel (Silber)[15]
- 1913: Otto Baschin, Sebastian Finsterwalder, Ernst Kohlschütter, Alfred de Quervain,[16] Johan Peter Koch,[17] Alfred Wegener[17] (Silber)
- 1918: Sven Hedin (Gold); Fritz Baedeker, Walter Behrmann, Theodor Koch-Grünberg (Silber)[18]
- 1923: Joseph Partsch (Gold); Fritz Machatschek, Walther Penck (Silber)[19]
- 1928: Alfred Hettner (Gold);[1] Bjørn Helland-Hansen, Lauge Koch, Harald U. Sverdrup, Hubert Wilkins,[20] Hermann Lautensach, Georg Wüst (Silber)
- 1933: Robert Gradmann (Gold); Joseph Fischer,[1] Richard Finsterwalder (Silber)
- 1953: Siegfried Passarge, Otto Schlüter (Gold); Fritz Bartz, Hermann Flohn, Gustav Fochler-Hauke, Hans Kinzl, Herbert Louis, Rudolf Lütgens, Otto Maull, Carl Rathjens sen., Joachim Heinrich Schultze, Hans Spethmann, Franz Termer, Herbert Wilhelmy, Hermann von Wissmann d. J. (Silber)[21]
- 1954: Otto Quelle (Silber)[1]
- 1956: Hans Bobek, Hans Spreitzer (Silber)[22]
- 1959: Hans W. Ahlmann, Carl Troll (Gold); Julius Büdel, Shinzō Kiuchi, Reinhard Maack, Erich Otremba (Silber)[23]
- 1963: Albert Kolb, Georg Niemeier, Hans Poser (Silber)[24]
- 1968: Edwin Fels (Gold)[25]
- 1972: Carl Schott (Silber)
- 1973: Willi Czajka (Silber)[26]
- 1978: Emil Meynen, Ernst Neef (Gold); Erik Arnberger, Georg Jensch, Wolfgang Meckelein, Werner Witt (Silber)[27]
- 1979: Ernst Plewe (Gold); Hanno Beck (Silber)[28]
- 1983: Herbert Liedtke (Silber)[29]

(Liste möglicherweise unvollständig)

## Weblink
- Carl-Ritter-Medaille im Nachlass Sir Hubert Wilkins’ am Byrd Polar Research Center